# IG 3-Seenbahn

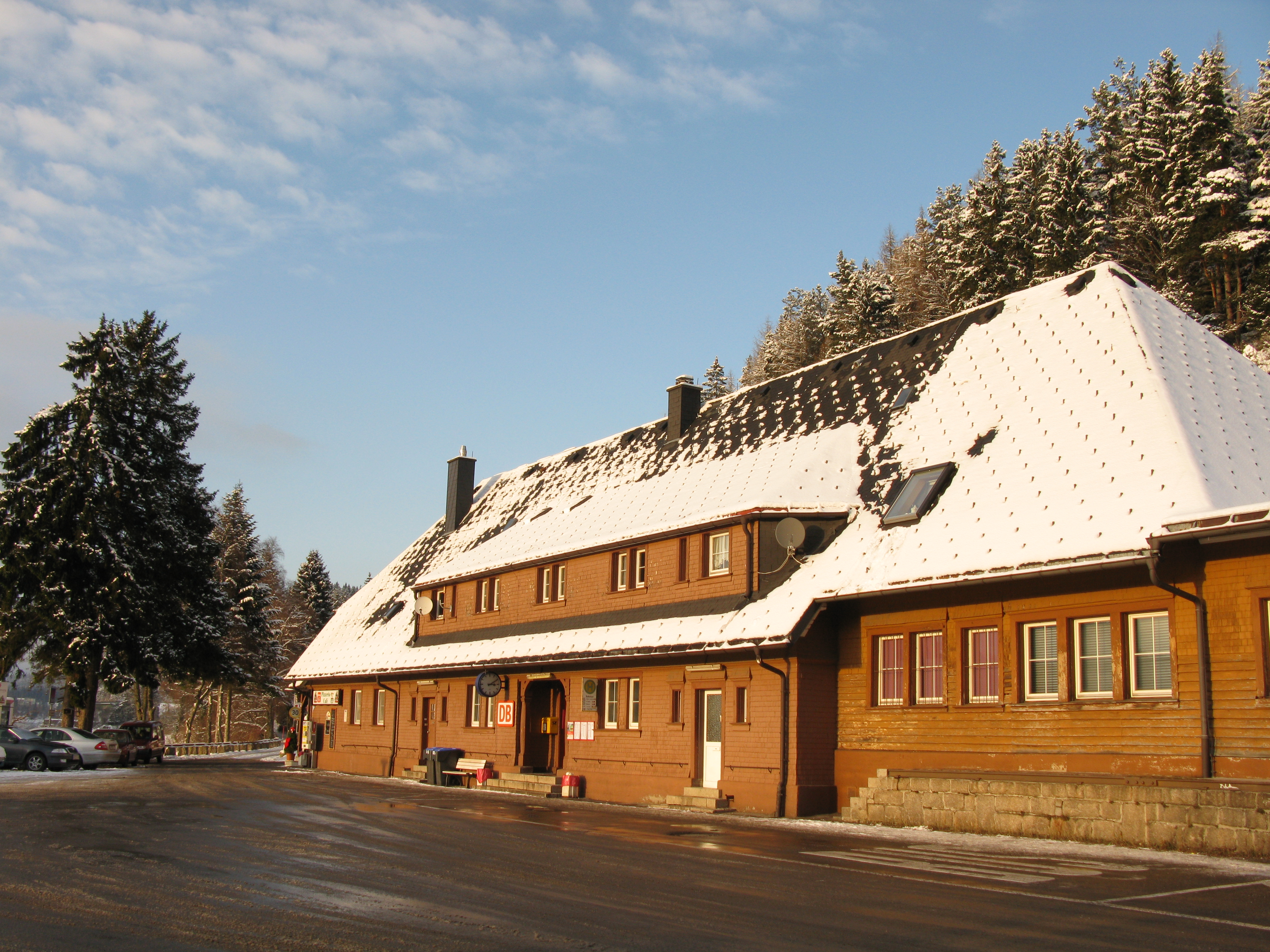
Bahnhofsgebäude Seebrugg

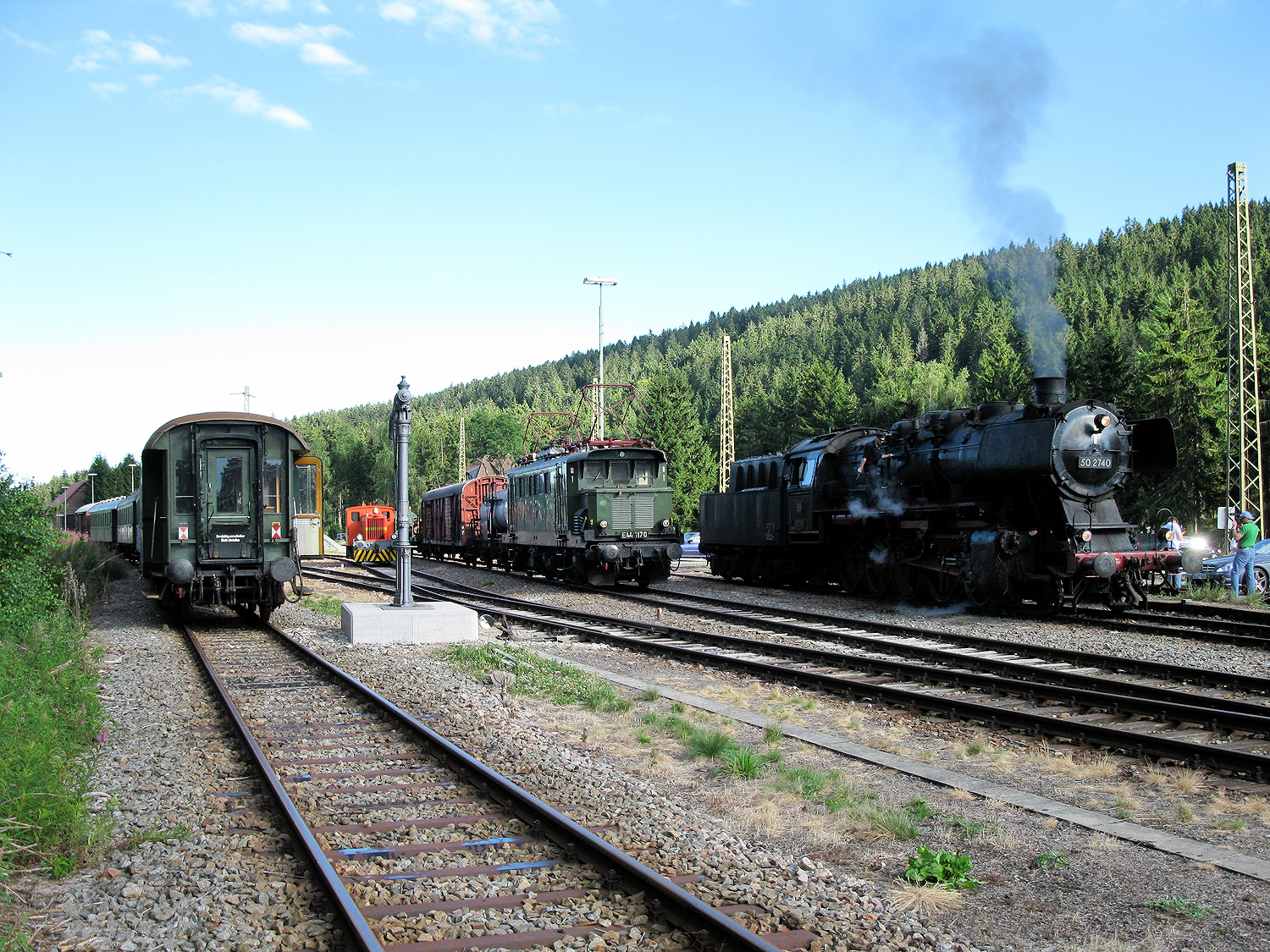
Bahnhof Seebrugg während einer Veranstaltung im Jahr 2010

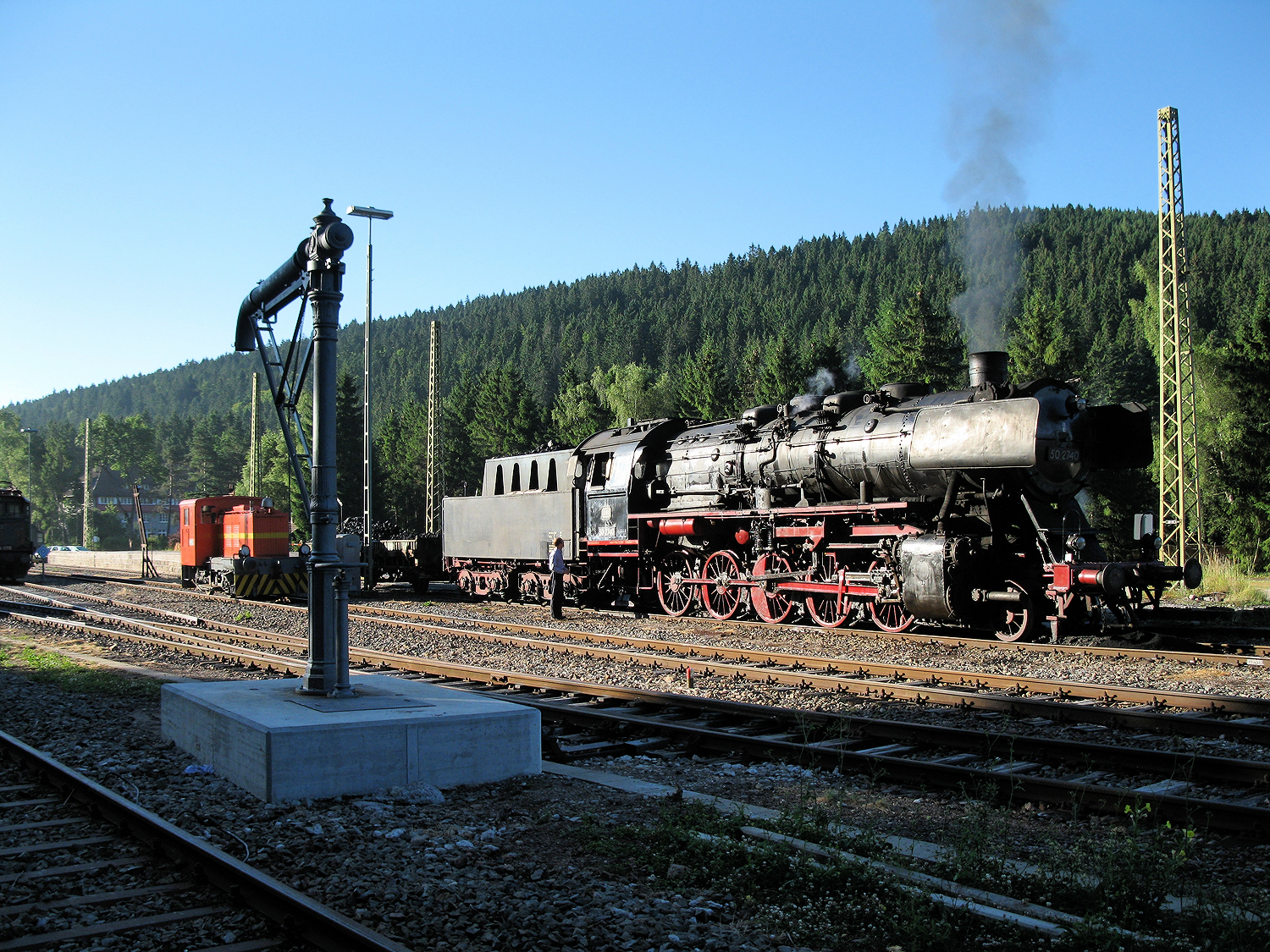
Wasserkran aus Konstanz

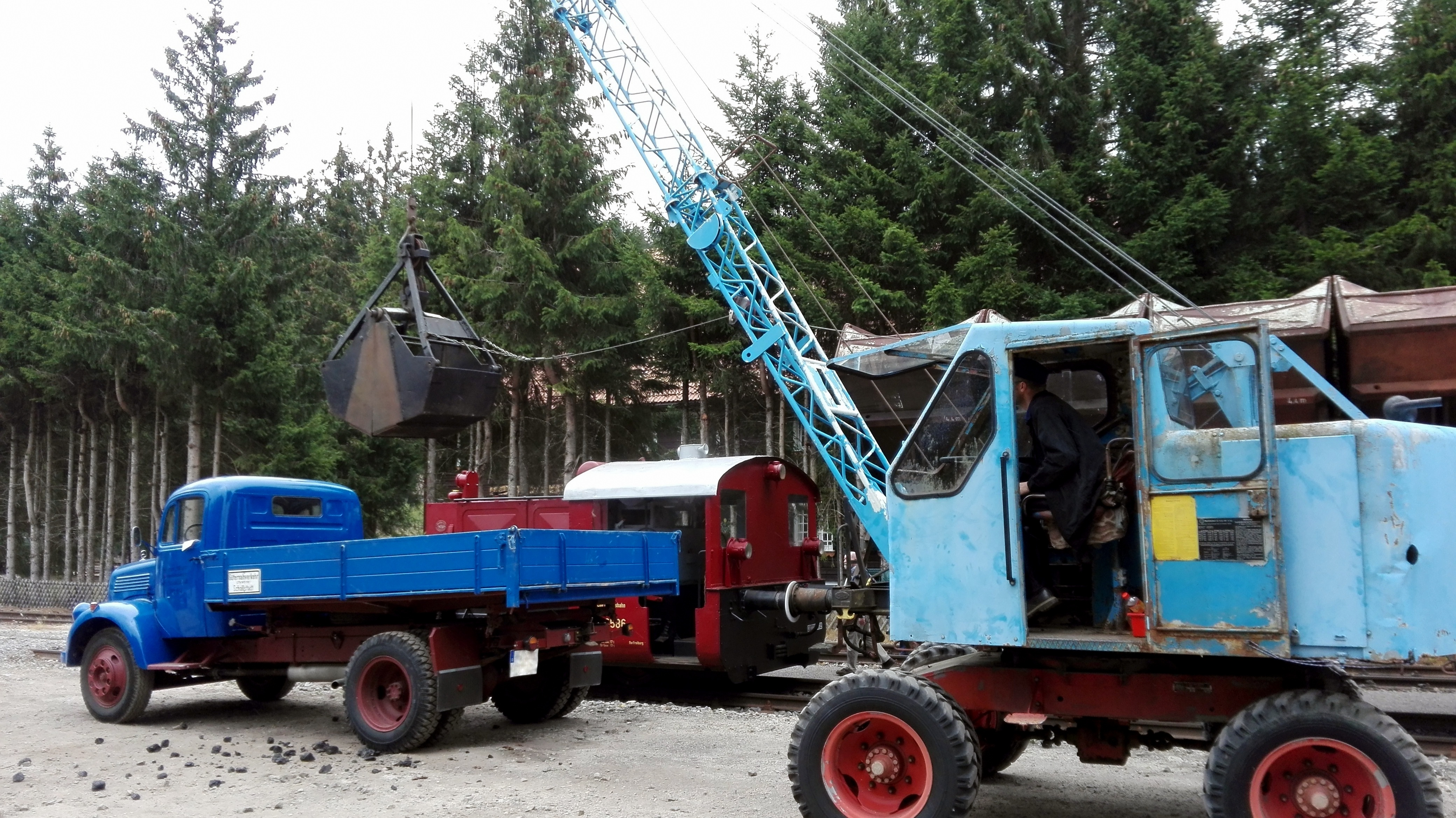
Historische Kohleverladung beim Bahnhofsfest 2015

Die Interessengemeinschaft 3-Seenbahn e. V. ist ein Eisenbahnverein, der sich zum Ziel gesetzt hat, den Bahnhof Seebrugg zu erhalten und dort ein Eisenbahnmuseum zu errichten. In den Sommer- und Wintermonaten führt der Verein auf der Dreiseenbahn und der Höllentalbahn Zugfahrten mit historischen Fahrzeugen durch.

## Geschichte
Der Bahnhof Seebrugg war mit seinen Anlagen vollständig erhalten und präsentierte sich weitestgehend unverändert im Zustand der 1950er-Jahre, als am 14. Dezember 2002 der letzte Interregio von Seebrugg nach Norddeich fuhr. Als den Gleisanlagen der Abriss drohte, gründeten acht Personen am 13. Januar 2008 die Interessengemeinschaft mit dem Ziel, den Bahnhof zu erhalten. Sie erreichten einen Baustopp für die Deutsche Bahn sowie die Vorfinanzierung von ersten Dampfzugfahrten im August 2008 durch zehn Gemeinden aus dem Hochschwarzwald.  Zum Einsatz kam hierbei die Lokomotive 64 419 des Crailsheimer Vereins DBK Historische Bahn.
Die Gleisanlagen östlich des heutigen Bahnsteiges in Seebrugg wurden, ehe mit Sanierungsarbeiten begonnen werden konnte, von Bewuchs befreit und sind seit 2009 wieder befahrbar. Im Sommer desselben Jahres wurden mit einem Zug der Ulmer Eisenbahnfreunde weitere Sonderfahrten durchgeführt, deren 6000 Fahrgäste dem Verein einen Umsatz von 39.000 Euro einbrachten.
Im Mai 2010 traf mit einem Eilzugwagen das erste vom Verein erworbene Fahrzeug in Seebrugg ein. Ebenfalls im Jahr 2010 wurde ein historischer Wasserkran der Bodensee-Schiffsbetriebe aus Konstanz aufgestellt. Es wurden erneut Fahrten mit dem Ulmer Zug durchgeführt.
Im Januar 2014 berichtete das TV-Magazin Eisenbahnromantik über die Arbeit des Vereins.
Im Dezember 2014 wurde im Rahmen der Nikolausfahrten erstmals mit einer Elektrolokomotive gefahren. Damit sollte erprobt werden, ob Ellokfahrten vom Publikum angenommen werden. Die Fahrten waren erfolgreich, somit ist der Grundstein für die betriebsfähige Aufarbeitung der E 44 1170 gelegt.
Aus dem Bahnhof Seebrugg soll ein Freilichtmuseum entwickelt werden. Hierbei soll dem Besucher eine Zeitreise in die Nachkriegszeit ermöglicht werden, bei der Themen wie Technik- und Sozialgeschichte sowie Gesellschafts- und Regionalgeschichte behandelt werden. Die Themen sollen in diversen Güterwagen und im Bahnhofsumfeld präsentiert werden. Teil dieser Planungen ist u. a. ein denkmalgeschützter Portalkran, der von der Stadt Horb erworben wurde.

### Gleissanierung 2014
Die Gleisanlagen des Güterbahnhofs Seebrugg befanden sich zum Zeitpunkt der Übernahme durch den Verein in einem schlechten Zustand. Die Holzschwellen waren zuletzt in den 1960er-Jahren erneuert worden und entsprechend verrottet. In den letzten Jahren vor der Sanierung konnten die Gleise daher nur mit Ausnahmegenehmigung der Landeseisenbahnaufsicht genutzt werden, es galt eine Höchstgeschwindigkeit von 5 Kilometern pro Stunde. Lediglich Gleis 1 war durch die DB Netz AG kurz vor der Stilllegung nochmals erneuert worden. Somit war von Beginn an klar, dass an einer umfassenden Gleissanierung kein Weg vorbeiführen würde.
Von den ehrenamtlichen Mitgliedern des Vereins wurden bereits viele vorbereitende Arbeiten durchgeführt, so beispielsweise das unterirdische Verlegen von Kabelleerrohren, Strom- und Wasserleitungen.
Ab 2011 wurden Gelder für die Sanierung der Gleisanlagen gesammelt, die 430.000 Euro kosten sollte. Die Landkreise Lörrach, Waldshut und Breisgau-Hochschwarzwald sagten ebenso Mittel zu, wie mehrere Hochschwarzwald-Gemeinden. Wegen der überregionalen Bedeutung des Projektes und des interkommunalen Zusammenschlusses wurde zudem erfolgreich eine Förderung über das LEADER-Förderprogramm der EU beantragt. Neben dem ursprünglichen Projekt Museumsbahnhof Seebrugg wurde auch das Folgeprojekt Lokgrube Seebrugg zur Wiedererrichtung einer Wartungsgrube für die Museumszüge in das LEADER-Förderprogramm aufgenommen.
Die Sanierung aller Gleise wurde von 14. September bis Mitte November 2014 von Geiger + Schüle Bau Ulm durchgeführt. Restarbeiten wie der Bau von Rangierwegen und Bahnübergängen wurden und werden in den folgenden Jahren wiederum von den Vereinsmitgliedern selbst durchgeführt.
Der geplante Wiederaufbau der Oberleitung konnte wegen immenser Kostensteigerungen beim Gleisbau nicht wie geplant nach der Gleissanierung stattfinden. Diese Arbeiten sollen nun in Zusammenhang mit der Aufarbeitung der E 44 1170 mit neu zu beantragenden Fördermitteln erfolgen.

## Museumsfahrten

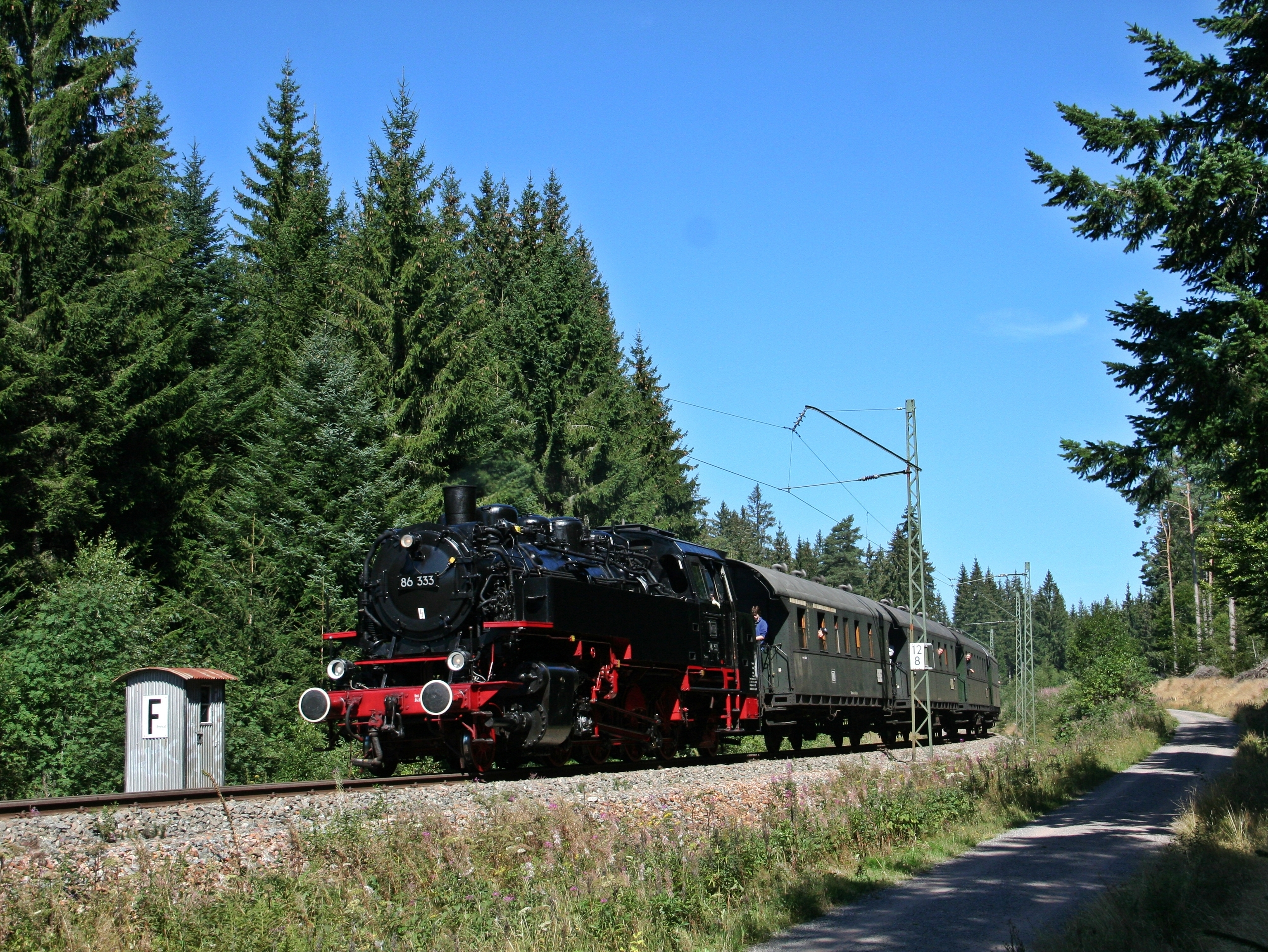
Lok 86 333 beim Sommerdampf 2015 im Einsatz kurz vor Aha

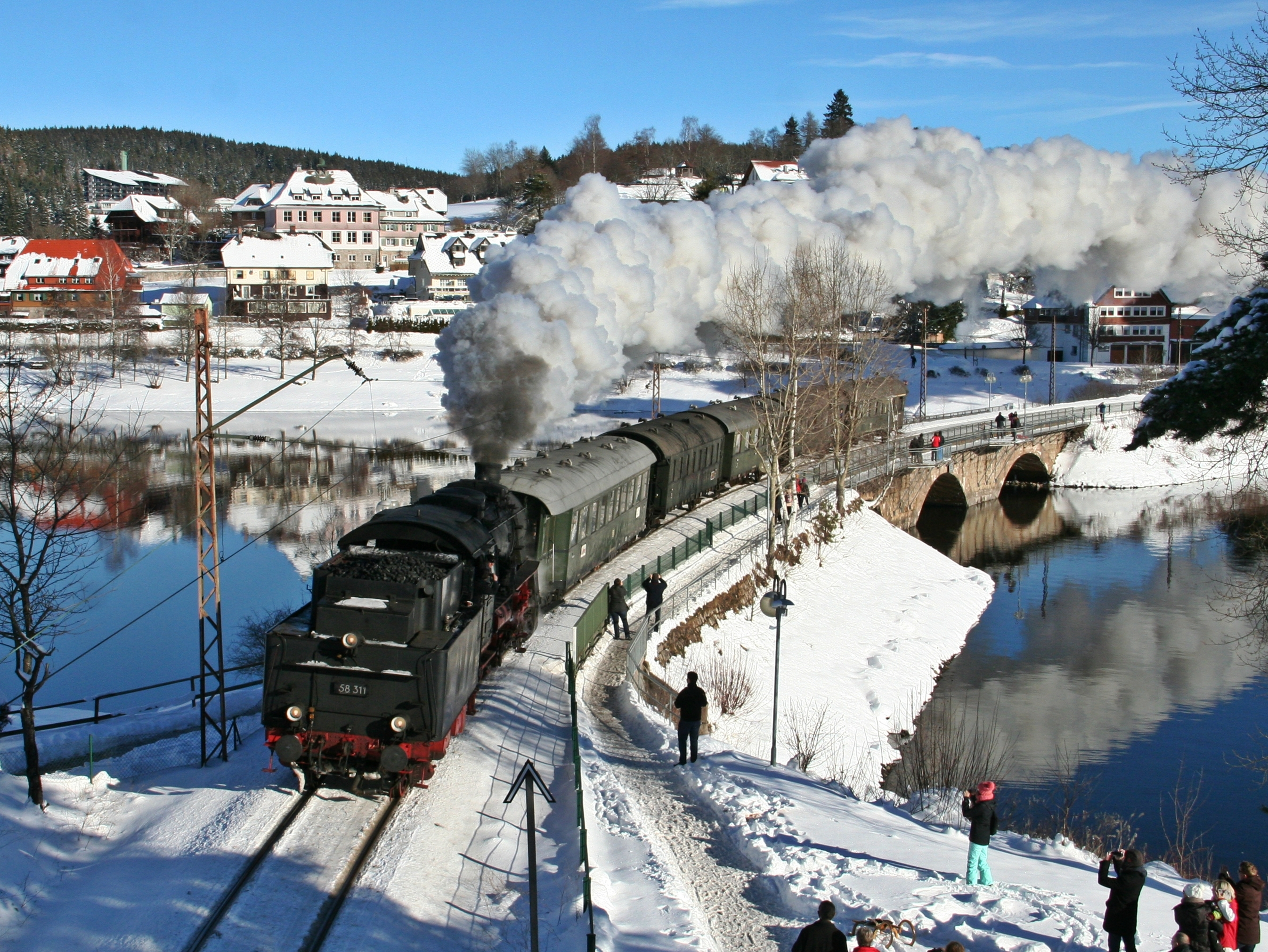
Lok 58 311 beim Winterdampf 2014/15 mit dem Museumszug kurz nach Schluchsee

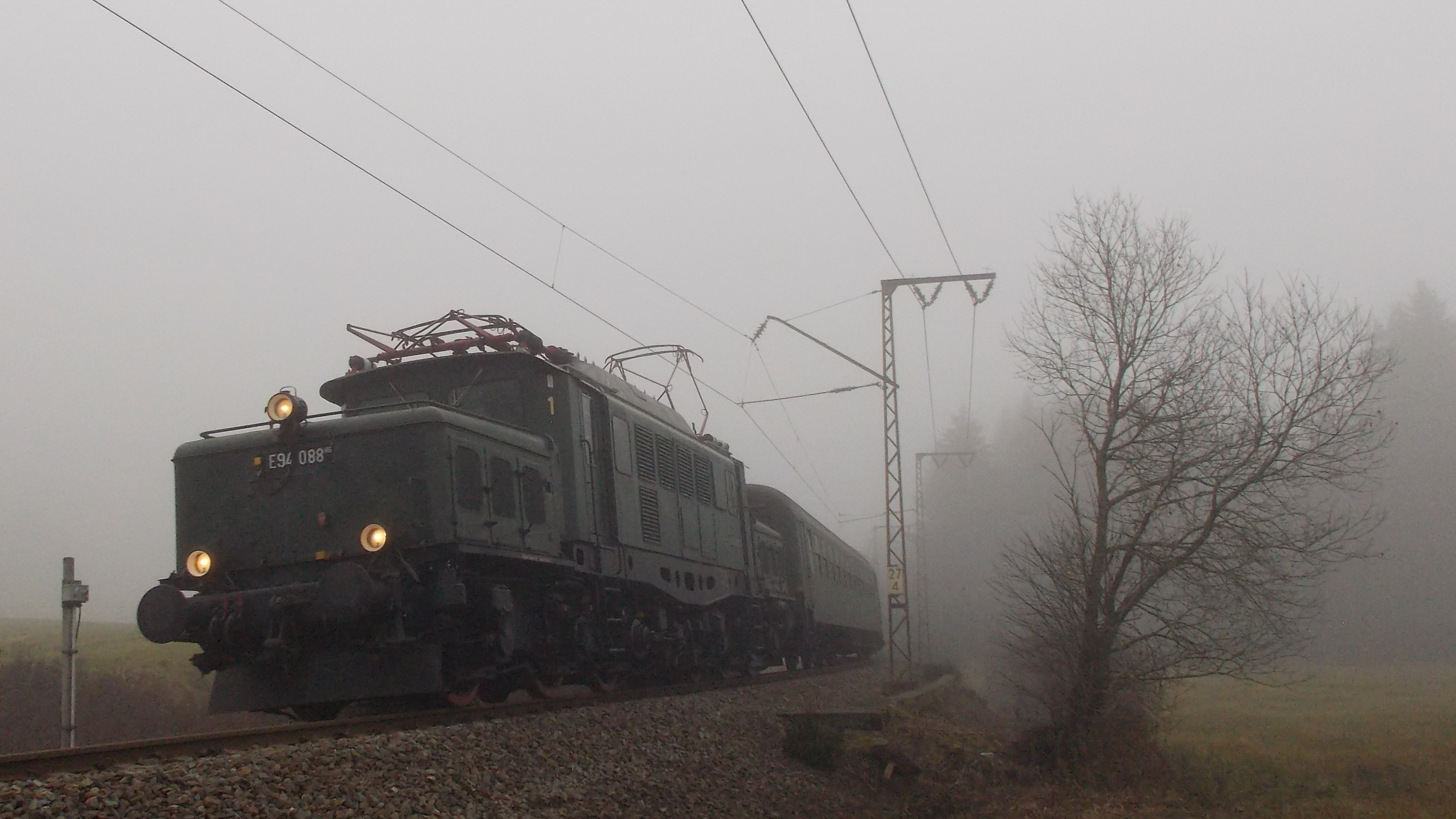
E 94 088 im Dezember 2014 mit dem Nikolauszug zwischen Hinterzarten und Titisee

Seit Beginn seines Bestehens 2008 führt der Verein Fahrten mit historischen Fahrzeugen durch. Von Seebrugg aus werden dabei die Dreiseenbahn und die Höllentalbahn befahren. Auch hierbei stellen ehrenamtliche Mitglieder das gesamte Personal. Mit dem Gewinn der Fahrten kann ein großer Teil des Finanzbedarfs des Vereins gedeckt werden.
- Der Sommerdampf findet seit 2009[15] jeden Sommer etwa von Ende Juli bis Anfang August jeweils an den Wochenenden statt. Er umfasst Dampfzugfahrten auf der Dreiseenbahn zwischen Titisee und Seebrugg, in der Vergangenheit teils auch über die hintere Höllentalbahn bis Löffingen. Während der Zeit des Sommerdampfes findet seit 2013 einmal jährlich auch...
  - Dinner, Dampf und Kerzenschein statt, eine Abendveranstaltung, die eine Dampfzugfahrt mit einem mehrgängigen Abendessen verbindet.[16]
- Der Winterdampf findet seit 2012 jährlich vom 28. Dezember bis zum 1. Januar statt und umfasst Dampfzugfahrten auf der Dreiseenbahn.[17]
- Anfang Dezember 2014 wurde bei den sogenannten Nikolausfahrten mit der E 94 088 erstmals eine E-Lok eingesetzt.[18] Dies diente auch dazu, die Akzeptanz einer E-Lok bei den Fahrgästen zu testen.
- Im Jahr 2015 fanden erstmals auch an Pfingsten und Fronleichnam Dampfzugfahrten statt.[17] Im Jahr 2016 konnten diese aufgrund der Bauarbeiten an der Dreiseenbahn nicht stattfinden.

Da der Verein derzeit noch keine betriebsfähige Streckenlokomotive besitzt, kommen für die Fahrten gemietete Lokomotiven von diversen Vereinen zum Einsatz.

## Fahrzeuge
Der Fahrzeugpark der IG 3-Seenbahn besteht aus Fahrzeugen, die zwischen 1945 und 1960 im Hochschwarzwald anzutreffen waren.

### Triebfahrzeuge
Der Verein ist im Besitz der derzeit nicht betriebsfähigen elektrischen ex-Freiburger E 44 1170 und Eigentümer einer Köf II sowie eines Breuer Lokomotors. Nach der Abstellung der Köe 6062 wegen Fristablaufes übernimmt Köf 6586 die Rangieraufgaben im Bahnhof Seebrugg.
Eine Henschel DEL 110 konnte 2015 vom HEB 41 073 e.V. übernommen werden, nachdem sie sich bereits seit 2010 als Dauerleihgabe im Besitz des Vereins befand. Sie bekam von der IG 3-Seenbahn (in Anlehnung an die Köe 6042 der Deutschen Reichsbahn) die Bezeichnung Köe 6043.
Langfristig strebt der Verein die betriebsfähige Aufarbeitung der Höllentalbahn-Lok 85 007 an, die derzeit als Denkmal im BW Freiburg steht. Die Lok wird dem Verein als Dauerleihgabe von der Stadt Freiburg überlassen. Sobald der Verein den Lokschuppen in Seebrugg besitzt und saniert hat bzw. einen neuen Lokschuppen gebaut hat, kann die Lok dorthin überführt und aufgearbeitet werden.

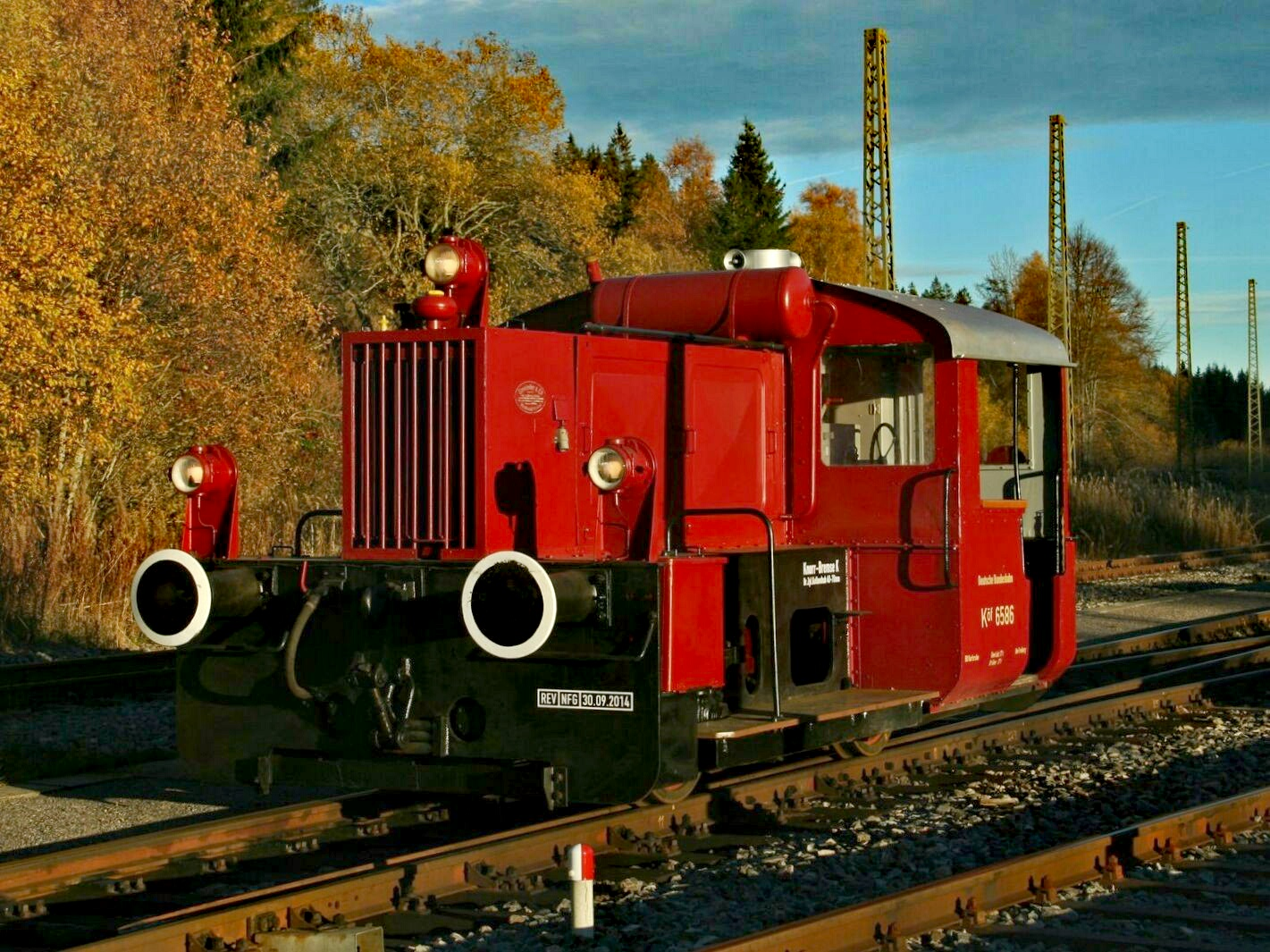
Köf 6586 (Ex DB 323 878-9)
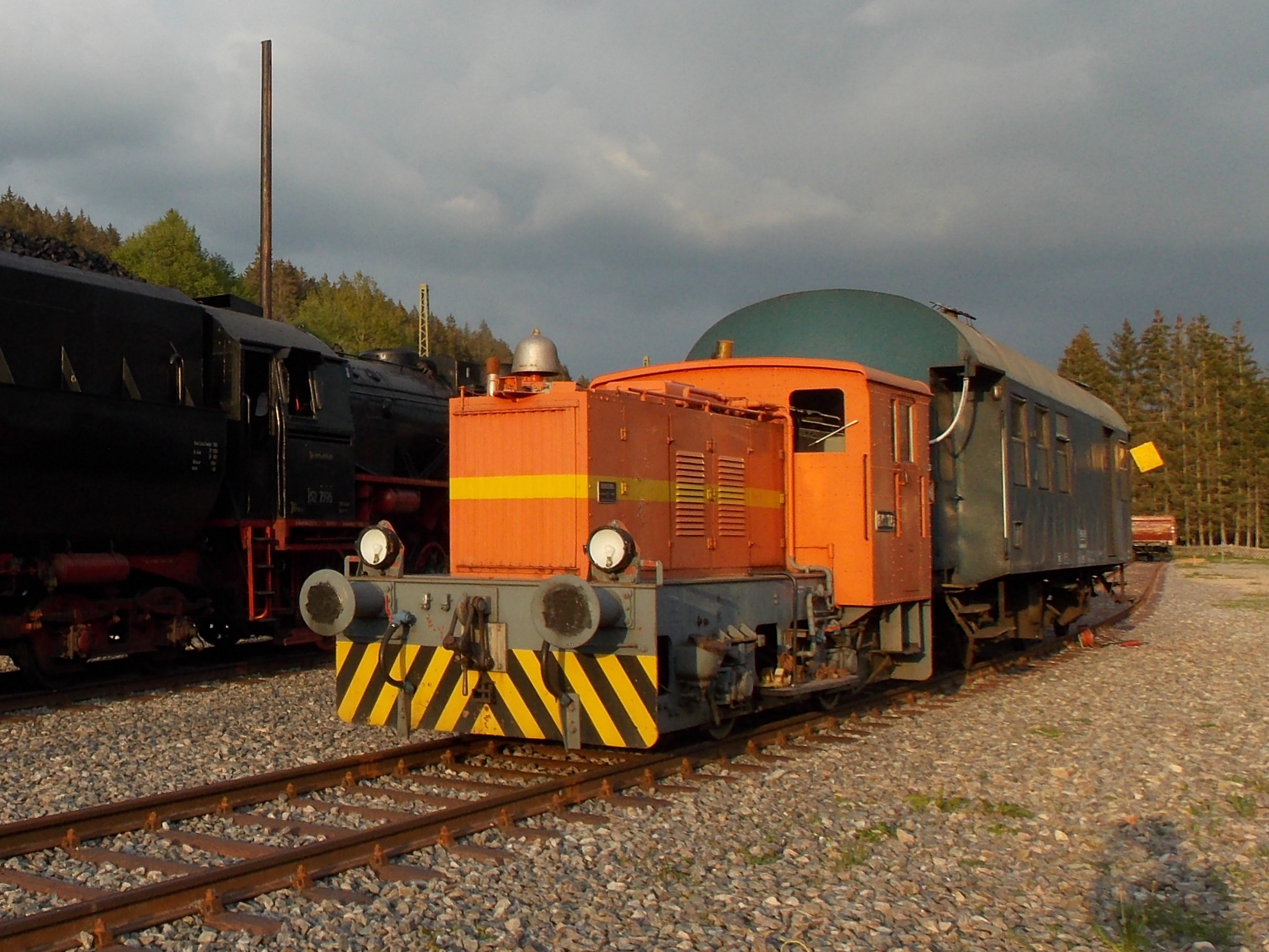
Köe 6043 (DEL 110 24424)
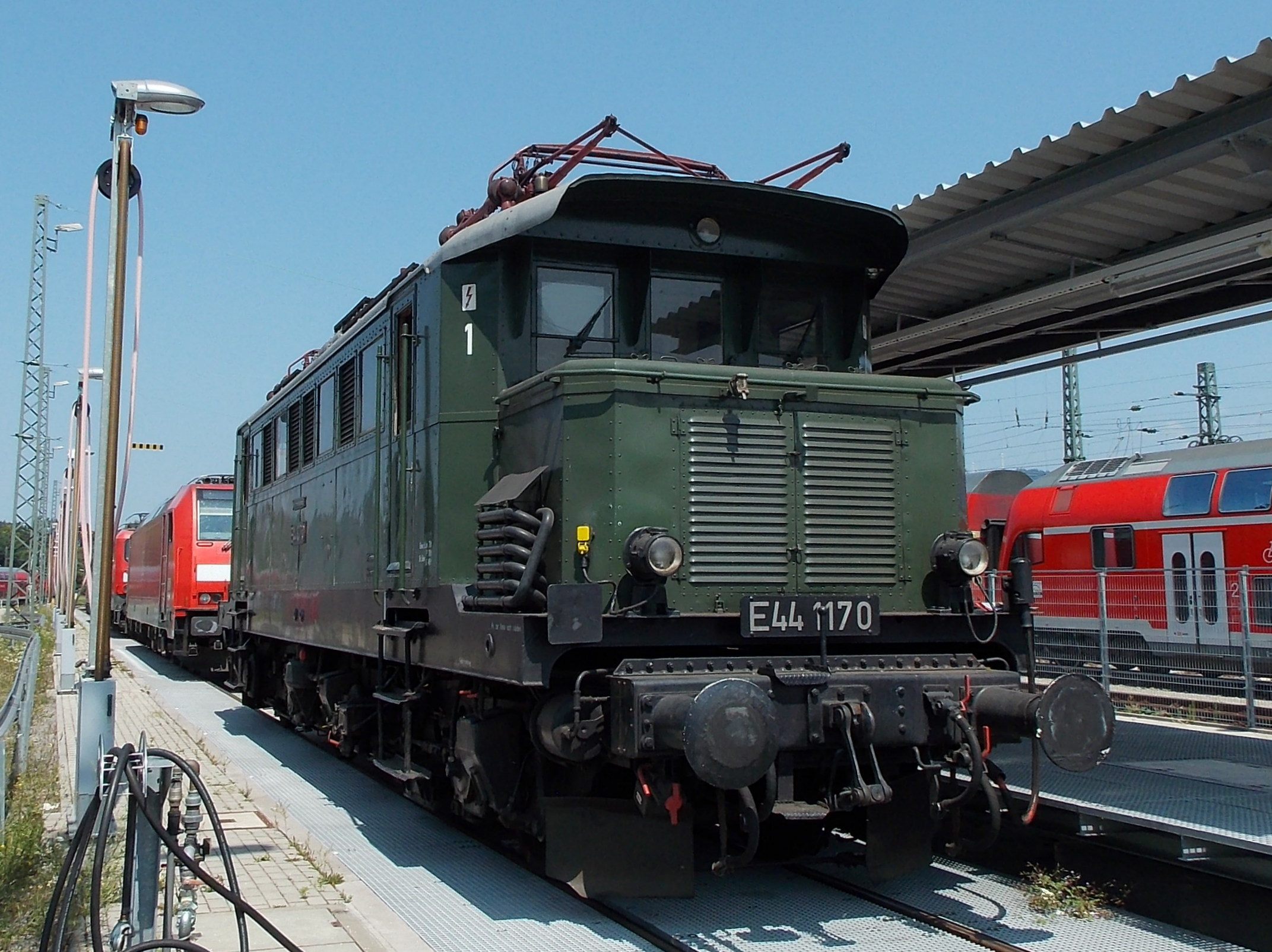
E44 1170
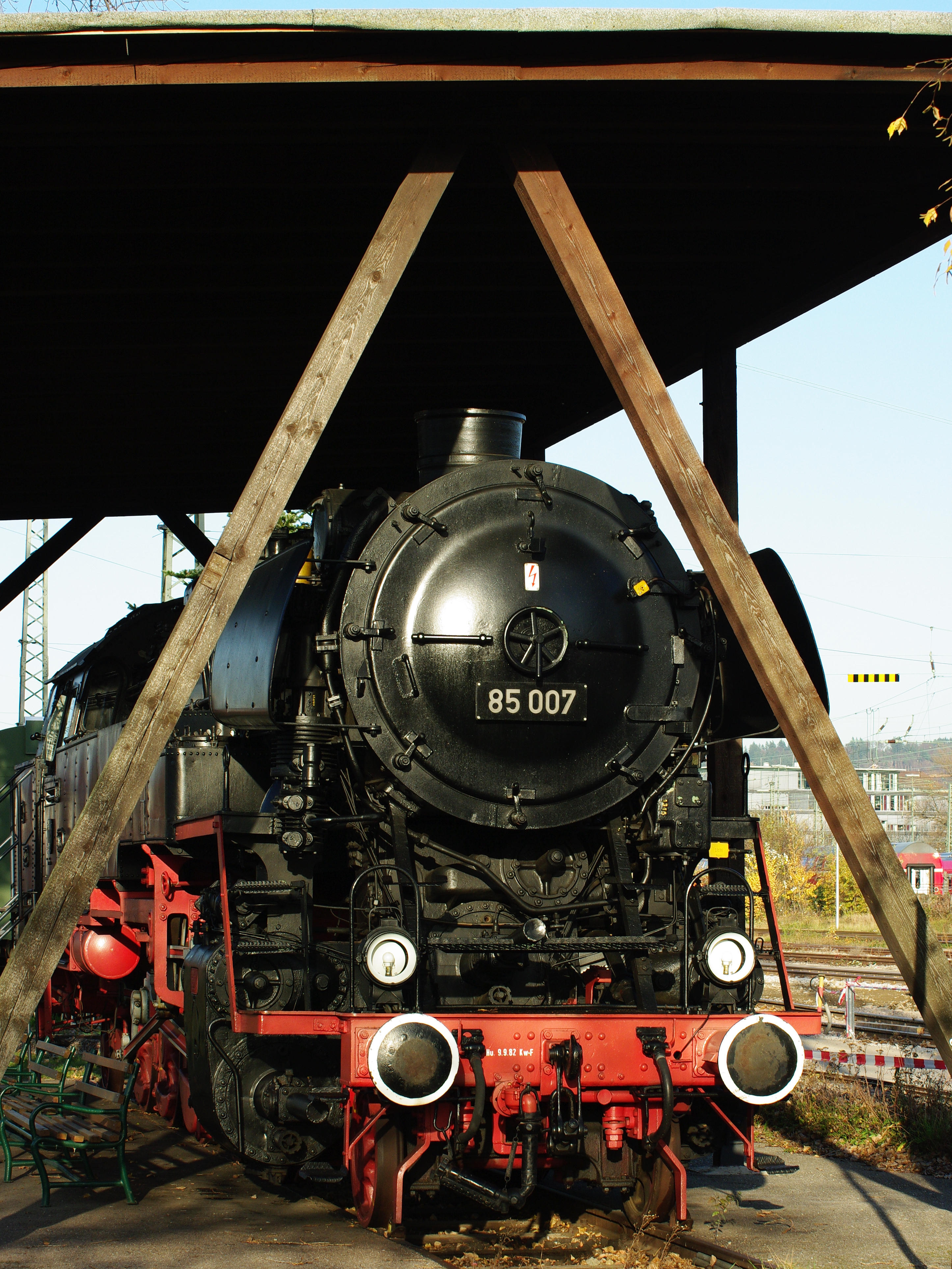
85 007 im Bahnbetriebswerk Freiburg

### Personenwagen
Für den Einsatz im Museumszug besitzt der Verein zwei stilreine Zuggarnituren, die nach und nach aufgearbeitet werden sollen. Es handelt sich hierbei um
- einen Eilzug aus fünf vierachsigen Eilzugwagen, der um einen weiteren Sitzwagen und einen vierachsigen Packwagen ergänzt werden soll und
- einen Personenzug aus drei Einheits-Nebenbahnwagen („Höllentäler“) und einem zweiachsigen Packwagen.[21]

Seit Anfang 2015 befinden sich zudem drei betriebsfähige Donnerbüchsen in Seebrugg. Es handelt sich um die Wagen 83 117, 83 282 und 36 404, die von der Schwäbischen Alb-Bahn (SAB) übernommen werden konnten.

Der derzeitige Betriebspark der 3 Seenbahn
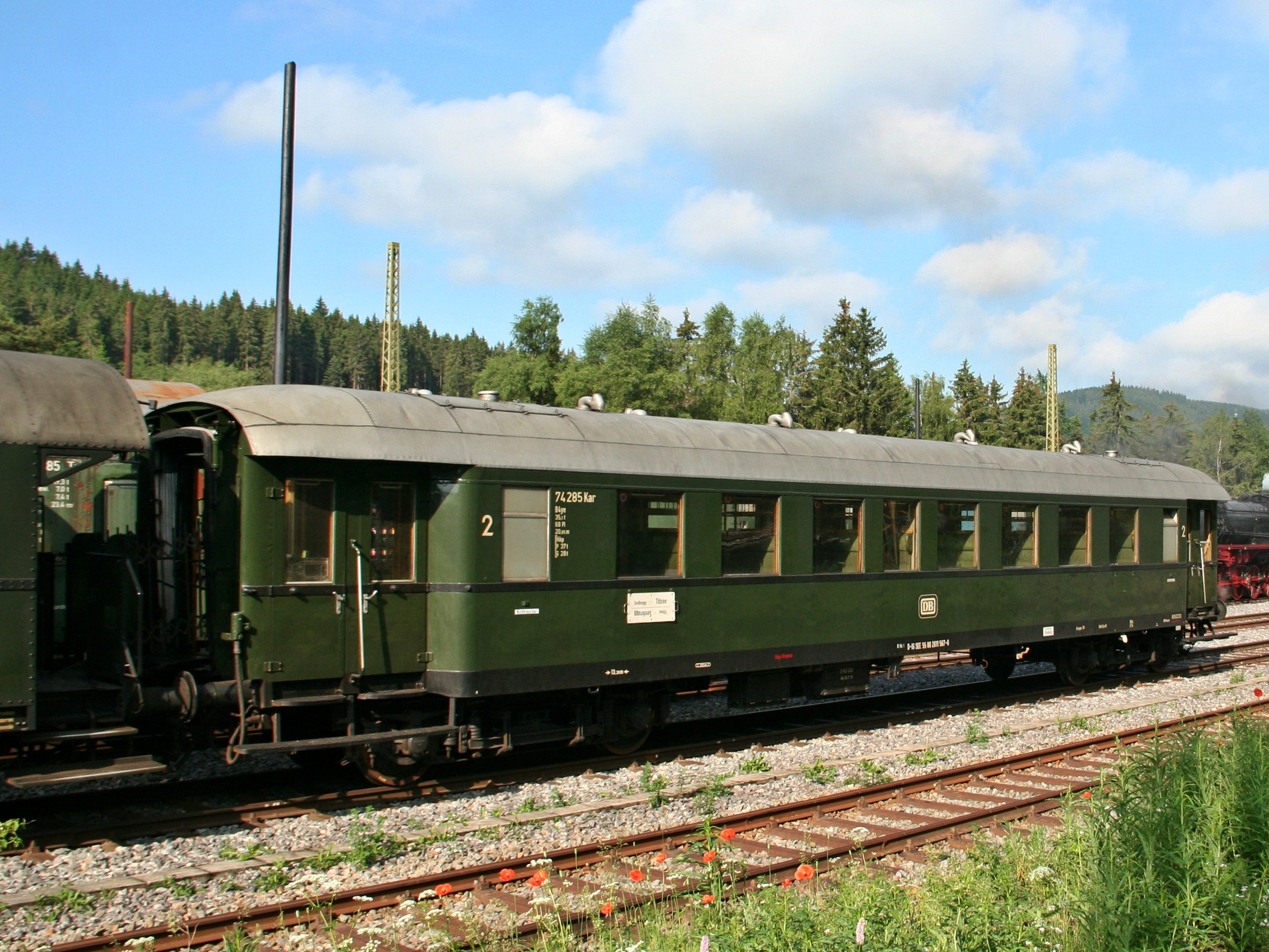
Eilzugwagen 74 285 Kar
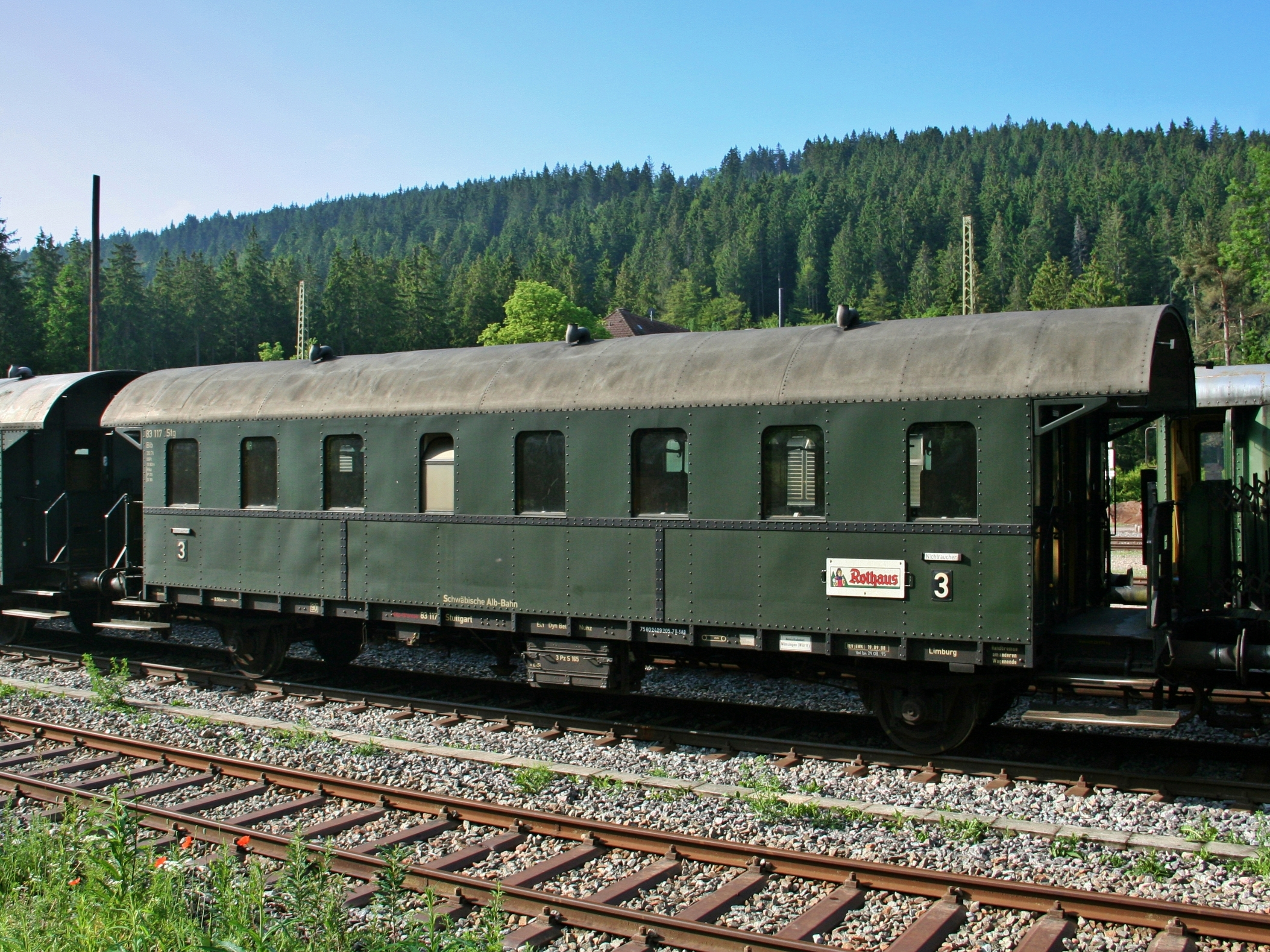
Donnerbüchse 83 117 Stg
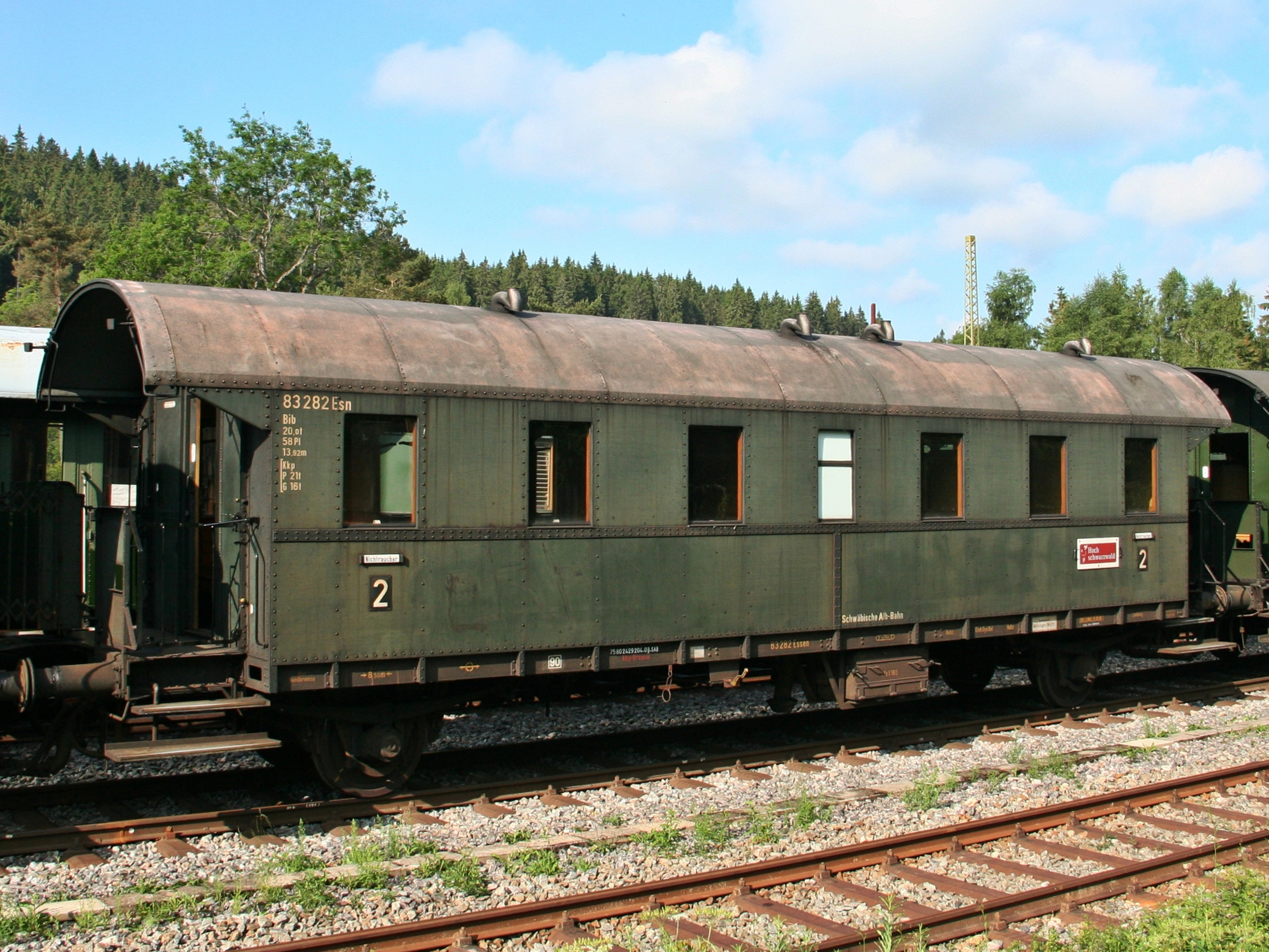
Donnerbüchse 83 282 Esn
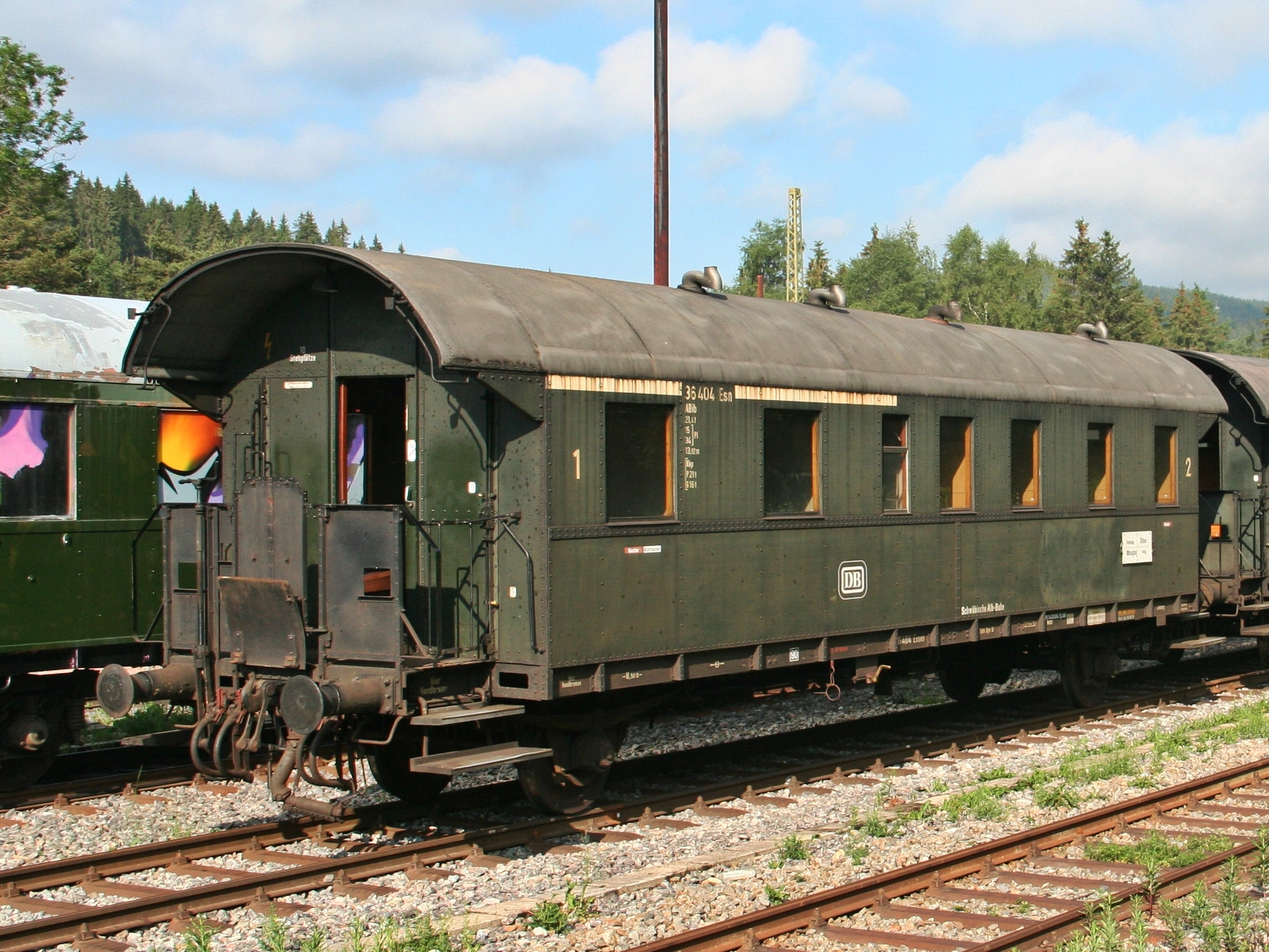
Donnerbüchse 36 404 Esn

### Güterwagen
Die Güterwagensammlung umfasst typische Güterwagen-Gattungen der Nachkriegszeit. Die aufgearbeiteten (gedeckten) Wagen dienen entweder als Lagerwagen oder beherbergen (Foto-)Ausstellungen. An bestimmten Terminen (derzeit an den Sommerfesten) werden mit einigen Wagen Verladevorführungen gezeigt, so z. B. die Verladung von Langholz auf Flachwagen oder die Kohleverladung in Schüttgutwagen.
Unter anderem befindet sich im Bestand des Vereins ein Kühlwagen mit Bremserhaus, der 1927 von der Waggonfabrik Fuchs in Heidelberg gebaut wurde, sowie dessen 1943 gebauter Nachfolger, ein ehemaliger Seefischkühlwagen, der bis 1976 aktiv genutzt wurde; Beide sind Eigentum der Badischen Staatsbrauerei Rothaus. Der ältere Wagen wurde nach umfangreicher Aufarbeitung 2018 wieder in Betrieb genommen.

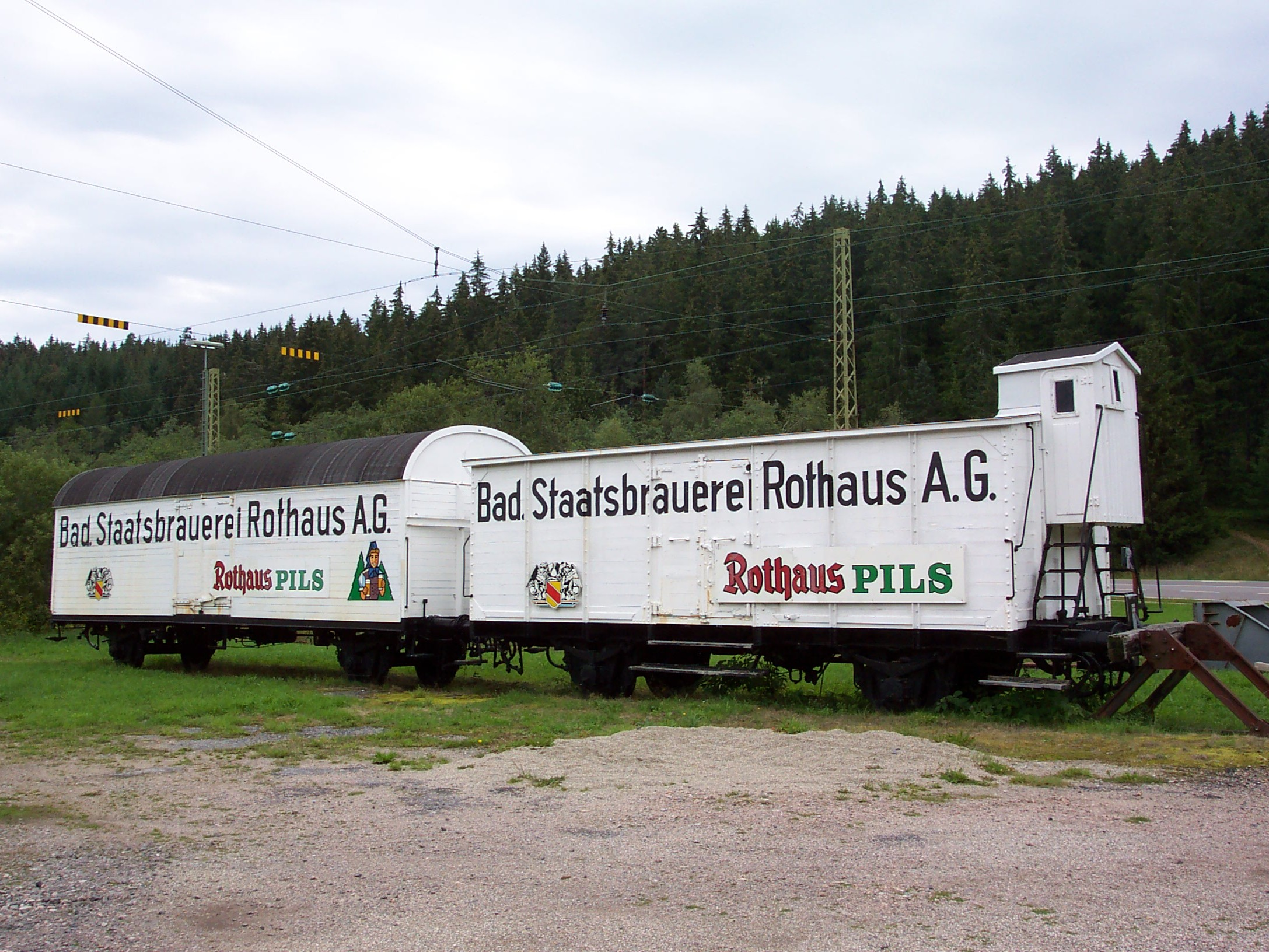
Rothaus-Kühlwagen DB 082 0 530 und  DB 546 062
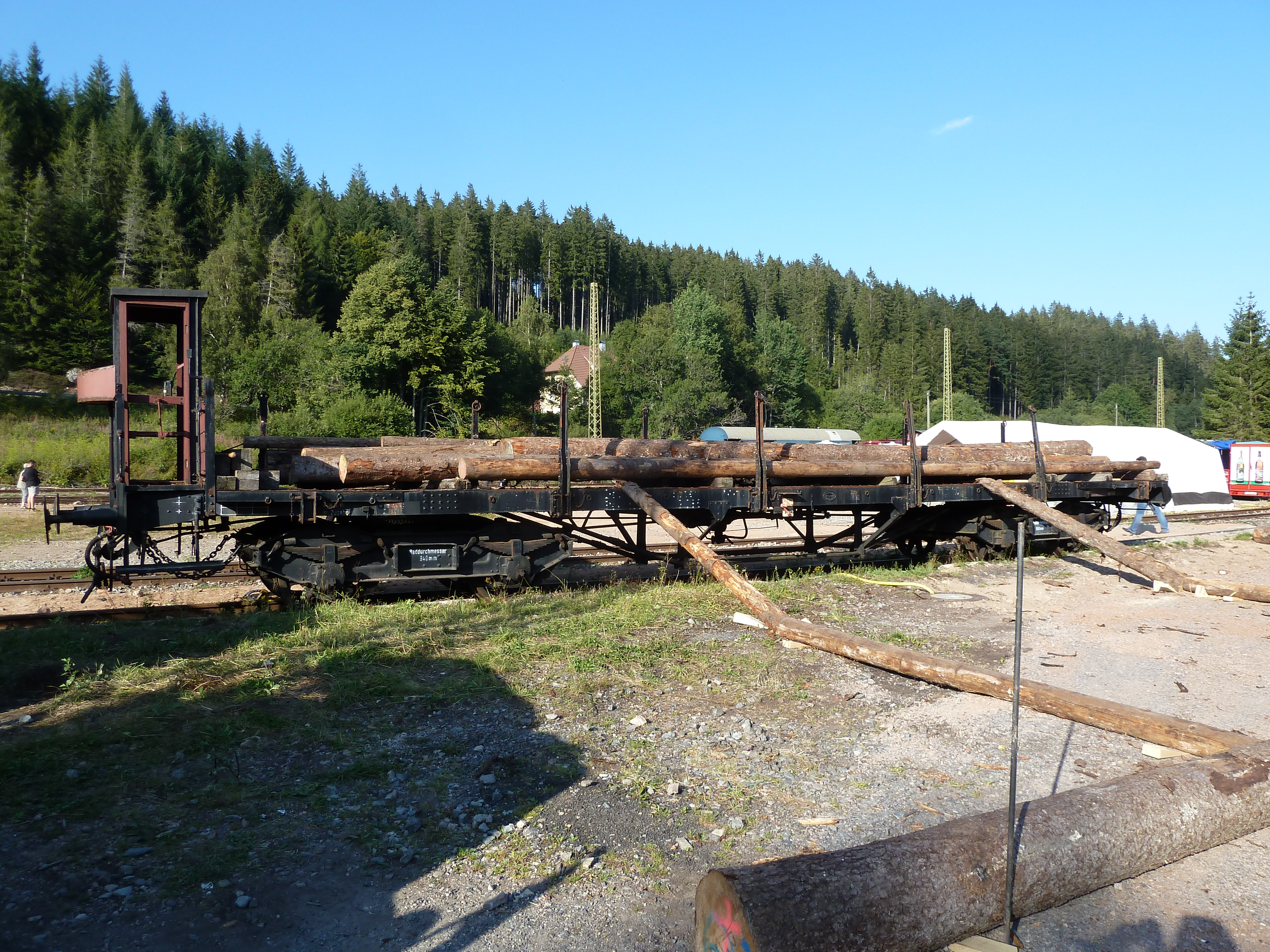
Verladevorführung von Langholz
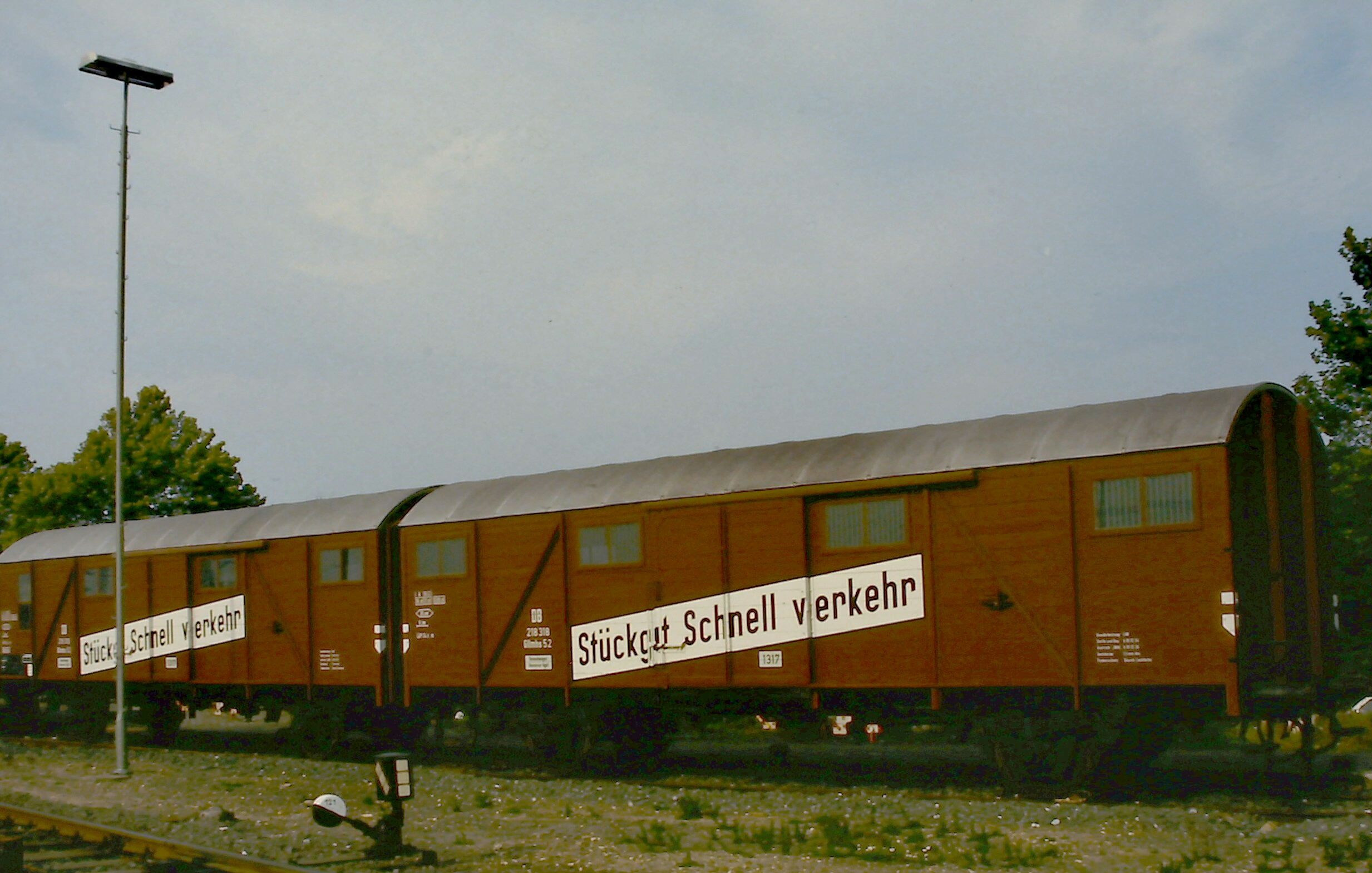
Die Leig-Einheit des Vereins, hier frisch aufgearbeitet im Jahr 1985
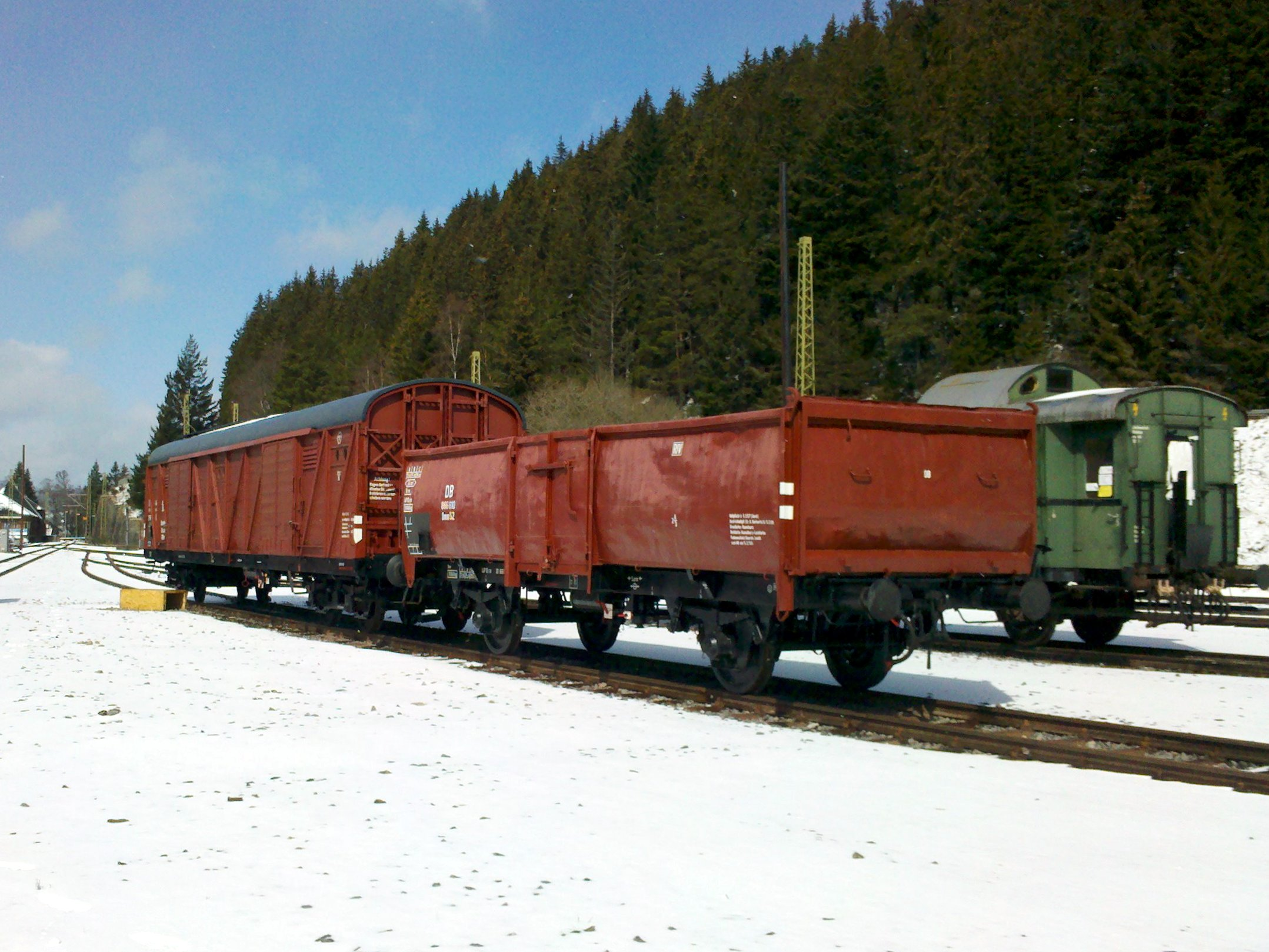
Omm 52 (im Vordergrund) und GGths Bromberg